# Kopaniewo (Leśno)
Kopaniewo – część wsi Leśno w Polsce, położona w województwie pomorskim, w powiecie wejherowskim, w gminie Szemud. Wchodzi w skład sołectwa Leśno.
W latach 1975–1998 Kopaniewo administracyjnie należało do województwa gdańskiego.